# Lycaena heyni
Lycaena heyni är en fjärilsart som beskrevs av Embrik Strand 1913. Lycaena heyni ingår i släktet Lycaena och familjen juvelvingar. Inga underarter finns listade i Catalogue of Life.